# Xanthorhoe fluctuata
Pour les articles homonymes, voir Phalène.
Espèce
Xanthorhoe fluctuata, la Phalène ondée ou l'Incertaine, est une espèce de lépidoptères (papillons) de la famille des Geometridae, de la sous-famille des Larentiinae.
On la trouve couramment en Europe, au Proche-Orient et en Afrique du Nord.
L'imago a une envergure de 27 à 31 mm. Il vole d'avril à octobre suivant les régions sur deux ou trois générations. Il est attiré par la lumière.
Sa chenille se nourrit sur des brassicacées (crucifères).

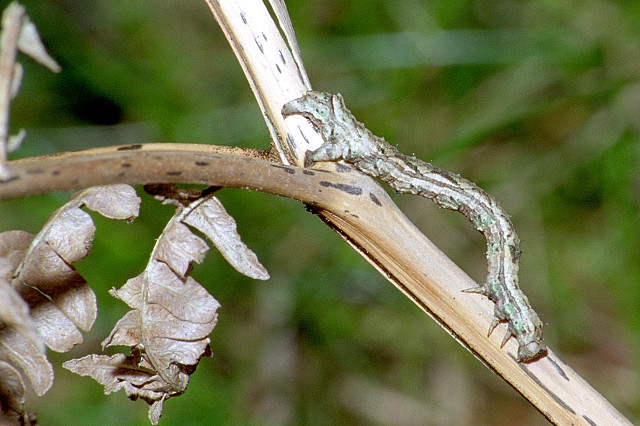
Chenille arpenteuse.

## Référence
- Papillons de Poitou-Charentes